# Santo António (ilha do Príncipe)
Santo António é uma aldeia de São Tomé e Príncipe, localizada na Ilha do Príncipe.